# Comostola leucomerata
Comostola leucomerata là một loài bướm đêm thuộc họ Geometridae. Nó được tìm thấy ở rừng mưa ở New South Wales và Queensland.

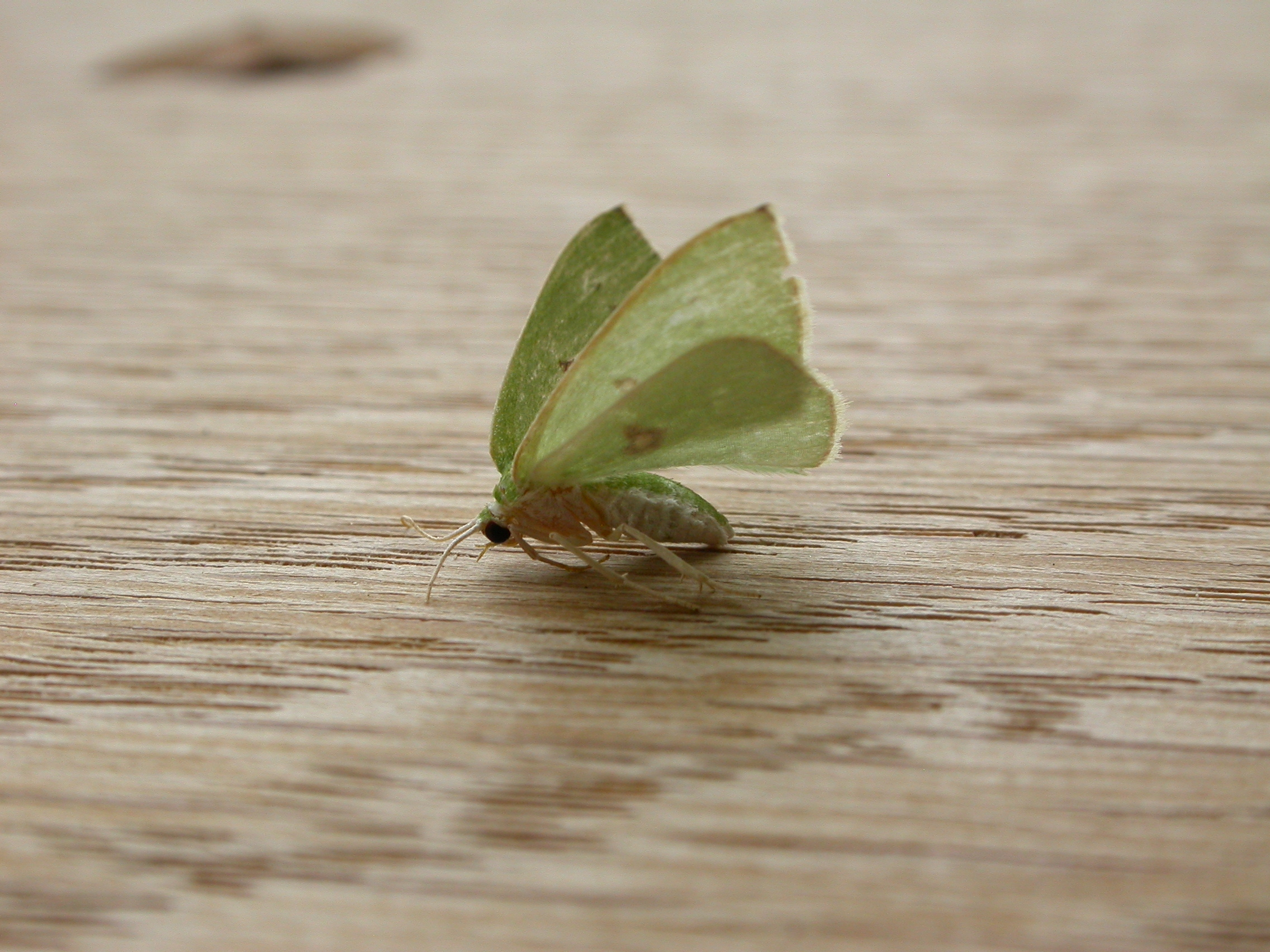

Sải cánh dài khoảng 20 mm. Con trưởng thành có màu xanh lá cây và mỗi cánh sau có một đốm lớn màu nâu ở cuống cánh.

## Hình ảnh

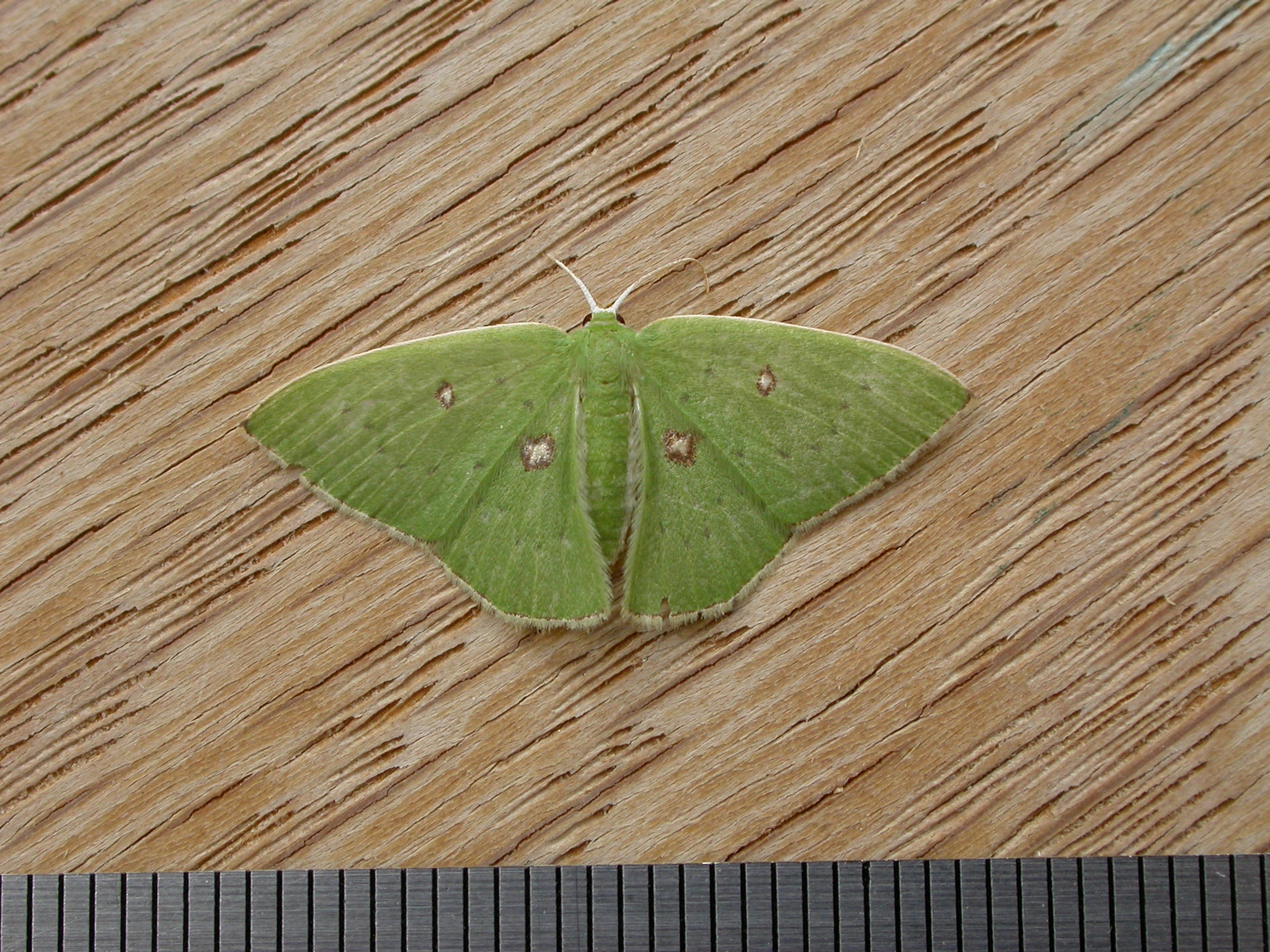